# Raión de Mikoyán (óblast autónomo Karachái)
El rayón de Mikoyán (en ruso: Микояновский район) fue una unidad territorial y administrativa del óblast autónomo Karachái de la Unión Soviética entre 1938 y 1943. Su centro administrativo era Gueórguievo-Osetinóvskoye (desde el junio de 1939, Seló imeni Kostá Jetagúrov).

## Historia
El rayón de Mikoyán se formó el 7 de septiembre de 1938 como parte del óblast autónomo Karachái del krai de Ordzhonikidze (desde el 12 de enero de 1943, krai de Stávropol). El 31 de enero de 1939, se le anexó parte de la abolido raión de Mikoyán-Shajar. Como resultado, el distrito incluyó los siguientes selsoviet: Verjne-Marinski, Verjne-Teberdinski, Gueorguie-Osetinski, Kamennomostski, Nizhne-Marinski, Nizhne-Teberdinski, Novo-Karacháyevsky, así como el posiólok de trabajo de Ordzhonikidzevski y el complejo turístico de Teberdá. 
El 12 de octubre de 1943 se abolió el óblast autónomo Karachái. El 6 de noviembre de 1943 también fue abolido el raión de Mikoyán. Al mismo tiempo, los selsoviet Verjne-Teberdinski, Kamennomostski y Nizhne-Teberdinski, el posiólok obrero de Ordzhonikidzevski y el complejo turístico de Teberdá fueron transferidos a la República Socialista Soviética de Georgia, donde pasó a formar parte del raión de Klujor, y los selsoviet Verjne-Marinski, Gueorguie-Osetinski, Kumyshski, Nizhne-Marinski y Novo-Karacháyevski, al raión de Ust-Dzhegutá subordinado al krai de Stávropol.